# Dzikowo, Lubusz
Dzikowo este un sat din Polonia, situat în Voievodatul Lubusz, în județul Krosno, în orașul Gubin. În anii 1975-1998 localitatea a aparținut administrativ de provincia Zielona Gora. Dzikowo este așezat într-o pădure și este format din clădiri unde locuiesc mai multe familii. Este situat pe drumul de legătură 32 Poznań Național cu frontiera de stat. Acesta are aproximativ 70 de locuitori. Înainte de anul 1945 localitatea aparținea de Germania.
În Dzikowo a funcționat o tavernă bine cunoscută cu un han care se numea Heidekrug. Până în anul 2001, numele pficial al satului a fost Lowiguz. În imediata vecinătate a localității se află rezervația naturală Dębowiec în care este prezentă o faună bogată. Cu o suprafață de 9.73 hectare, zona protejată are o pădure de stejar cu exemplare ce depășesc 100-200 de ani și o mulțime de specii protejate de insecte.

## Galerie imagini

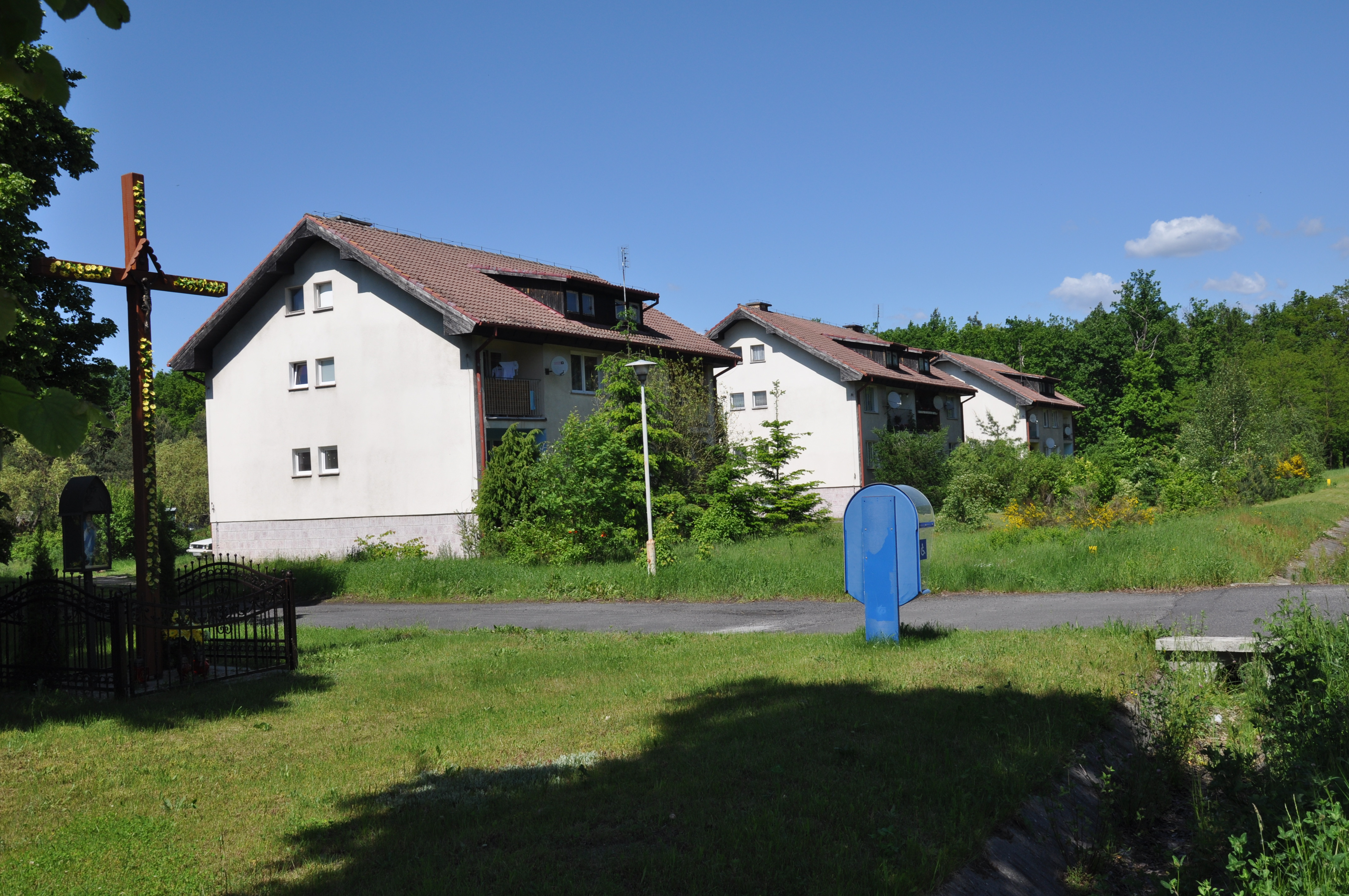
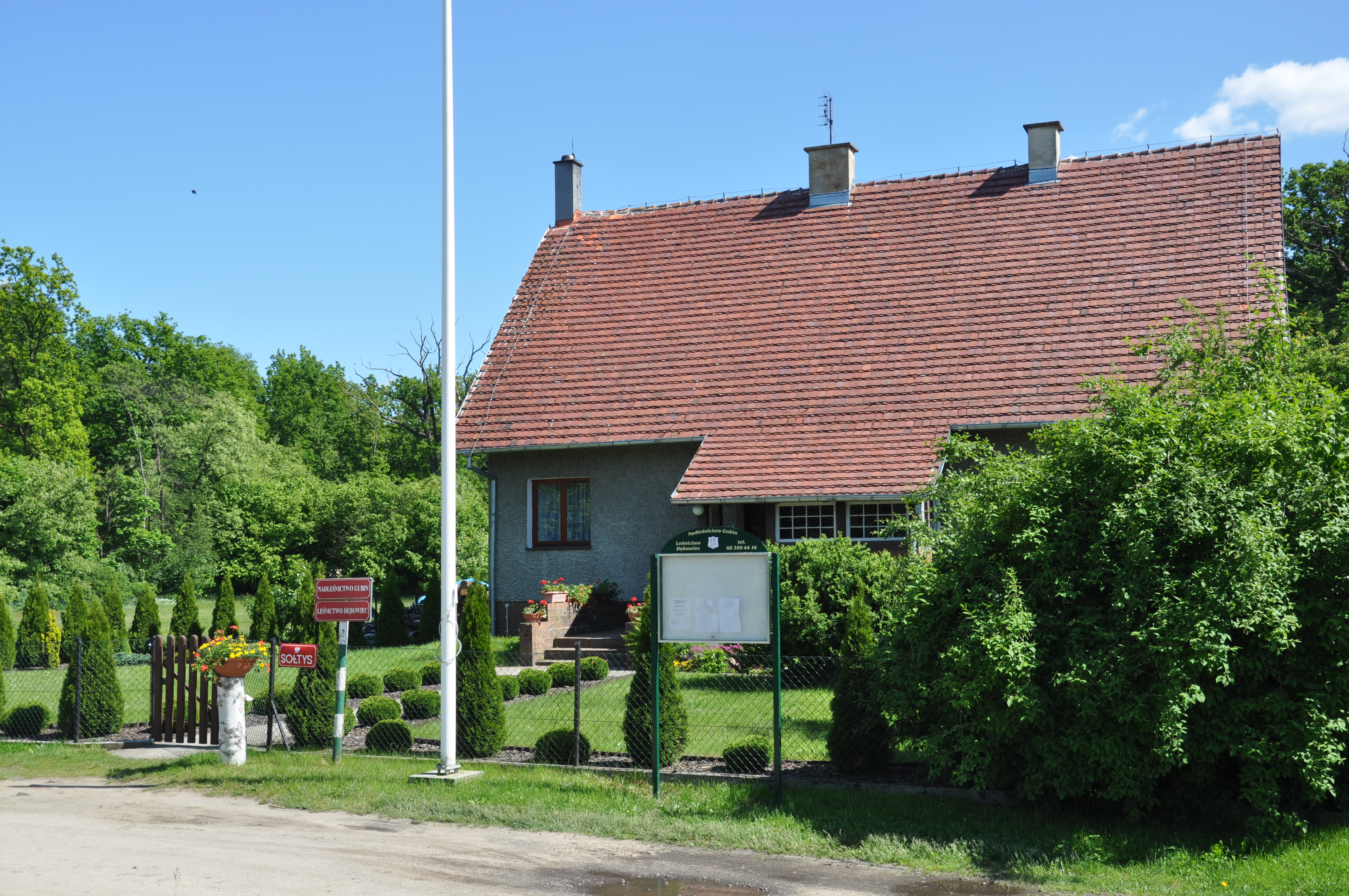